# Festival Internacional de Cinema Gai i Lèsbic de Barcelona
El Festival Internacional de Cinema Gai i Lèsbic de Barcelona (FICGLB) és un festival de cinema que té la finalitat de difondre el cinema de temàtica gai i lesbiana de qualitat, i que se celebra a Barcelona cada any des del 2001.

## Seccions
A les primeres edicions es van dividir en seccions
- Secció oficial
- Secció temàtica
- Secció Stonewall
- Secció cinema espanyol
- Homenatge
- Retrospectiva

Posteriorment s'han limitat a donar sis premis, tres del públic i tres del jurat, als millors curtmetratge, llargmetratge i documental.

## Història
La primera edició va tenir lloc del 19 al 26 d'octubre de 2001 a tres escenaris, Palau del Cinema de Barcelona, el Cine Catalunya de Terrassa i el Cinema de la Universitat Autònoma de Barcelona. Es van exhibir 60 pel·lícules. Entre els convidats hi assistiren Jaime Chávarri, Chastity Bono, Martin Sherman o Barbara Hammer. La II edició es va celebrar també l'octubre de 2002 i hi van assistir uns 8.000 espectadors malgrat alguns problemes tècnics. L'escenari principal fou el Palau del Cinema de Barcelona i l'Ajuntament de Terrassa va atorgar el Premi Stonewall. En la III edició el jurat va entregar el Premi Diversitat al millor llargmetratge, patrocinat per l'ajuntament de Terrassa i guardonat amb 2.000 euros. La IV edició (18 a 24 d'octubre de 2004) es va celebrar al Mercat de les Flors de Barcelona i a Terrassa, Sant Adrià de Besòs i Castelldefels, es va homenatjar Rob Epstein i hi van destacar les projeccions dels documentals Hidden Führer: Debating the enigma of Hitler's sexuality de Fenton Bailey, Randy Barbato i Gabriel Rotello, Paragraph 175, de Rob Epstein i Los armarios de la dictadura de Carles Aledo Torrent sobre les experiències dels homosexuals durant el franquisme, així com la pel·lícula de dibuixos de María Trénor Con qué la lavaré?. La V edició (14 al 23 d'octubre de 2005) va rebre el patrocini del Ministeri de Cultura i es va centrar en els nous models de família i en la lluita pel reconeixement dels matrimonis homosexuals en diversos països. Es va rentre homenatge al director mexicà Jaime Humberto Hermosillo, alhora president del jurat, i es van exhibir 60 pel·lícules, entre elles Pier Paolo Pasolini e la regione di un sogno de Laura Betti i Paolo Costella, Kenya y su familia i Both de Lisset Barcellos.
En la VI edició (octubre de 2006) es van ampliar les seus a Girona i Lleida i es va retre homenatge a Ingrid Caven, vídua de Rainer Werner Fassbinder. Es van exhibir 70 pel·lícules i foren premiats els documentals Männer, Helden, schwule Nazis de Rosa von Praunheim, Queer Spawn d'Anna Boluda Gisbert i Sistole/Diastole', de Pelayo Muñiz. En la VII edició (octubre de 2007) la seu es va traslladar a la Filmoteca de Catalunya i es va homenatjar a Zazie i Alan Cumming.
En la IX edició (16-25 de novembre de 2009) s'analitza l'homofòbia entre adolescents i es van exhibir 44 pel·lícules de 22 estats, entre les quals destaquen Ocaña, la memoria del sol de Juan J. Moreno, No oblidis mai d'Isidoro Villa Soler i Straightlaced—How Gender's Got Us All Tied Up de Debra Chasnoff, tot i que es projectaren fora de concurs. El president del jurat fou Joel Joan i fou homenatjat Josep Maixenchs i Agustí, director de l'ESCAC.
En la X edició (octubre de 2010) s'aposta pel cinema de qualitat i s'exhibeixen un total de 45 pel·lícules, algunes d'elles premiades a d'altres festivals, destacant els missatges contra l'homofòbia a les escoles i el bullying. El jurat fou presidit per Giovanni Minerba (fundador del festival Da Sodoma a Hollywood) i format per Ventura Pons, Agustí Villaronga, Paco Poch i Antoni Llorens. Hi destacaren pel·lícules com Violet Tendencies de Casper Andreas, L'Arbre et la Forêt d'Olivier Ducastel i Jacques Martineau i un documental sobre Rock Hudson, que va guanyar el premi del jurat.
La XI edició (24 d'octubre-6 de novembre de 2011) es va veure marcada per la polèmica. D'una banda, l'ajuntament de Castelldefels, una de les subseus del festival i ara governat pel Partido Popular, va decidir retirar el seu suport econòmic al festival (una subvenció de 4.000 euros), donant com a excusa la "política de retalls". Per l'altra banda, es va retirar de la programació la pel·lícula Without Men, dirigida per Gabriela Tagliavini i protagonitzada per Eva Longoria, i que era previst que inaugurés aquesta edició, pel fet que fou estrenada censurada a Espanya. Fou substituïda per Bumblefuck, USA d'Aaron Douglas Johnston
La XII edició (18 a 28 d'octubre de 2012) va exhibir 43 pel·lícules. El país convidat és Cuba, país del que se n'exhibirà Chamaco de Juan Carlos Cremata Malberti, treball alternatiu sobre la corrupció policial, i Verde verde d'Enrique Pineda. Fou inaugurada amb Mixed Kebab de Guy Lee Thys, pel·lícula que tracta sobre la relació entre homosexualitat i islam, com el documental I Am Gay and Muslim de Chris Belloni. També es van exhibir Zenne Dancer de Caner Alper i Mehmet Binay, i un homenatge a Audre Lorde: The Berlin Years 1984–1992. Va tenir 2.400 espectadors.
El jurat de la XIII edició (17 a 27 d'octubre de 2013) va estar format per l'actriu Nausicaa Bonnín i Dufrenoy i els periodista Antoni Ribas Tur i Natalia Costa. La temàtica gira al voltant de l'assetjament com a símbol d'homofòbia, els problemes d'identitat en l'etapa de l'adolescència i la manca de conscienciació social. Fou inaugurada amb Ignasi M de Ventura Pons i clausurada amb Hot Guys with guns de Doug Spearman. Destacaren pel·lícules com Freier Fall de Stephan Lacant i es va concedir una menció especial a Heterosexual Jill de Michelle Ehlen.
En la XIV edició (17-26 d'octubre de 2014) s'obre a temes com l'assetjament en el món adolescent, les relacions sexuals en la vellesa, l'homofòbia o la violència de gènere en la parella lèsbica. Es van exhibir pel·lícules com The Last Straight Man, de Mark Bessenger i Amar es bendito, de Liliana Paolinell.
En la XV edició (2015) el jurat va estar format per Joan Marimón (Acadèmia del Cinema Català), Monica Jordan (Associació Catalana de Crítics i Escriptors Cinematogràfics) i Vicens A. Escribà (Professor de l'Escola de Mitjans Audiovisuals). Van concedir una menció especial a Michelle Ehlen pel seu paper a S&M Sally.
En la XVI edició (14-30 d'octubre de 2016) mostra algunes pel·lícules que se s'han realitzat a països on encara s'aplica la pena de mort per l'homosexualitat, com Poshida: Hidden LGBT Pakistan de Faizan Fiaz, i curtmetratges com S.T.A.R de Rhys Ernst i Pink Boy d'Eric Rockey i el llargmetratge Last men standing de Tim Hussin i Erin Brethauer.
En la XVII edició (19-29 d'octubre de 2017) el jurat va estar format per Jordi Cadena, Ventura Oller, Mercè Espelleta i Jesús González Notario, va atorgar el Premi Diversitat a After Louie per mostrar d'una manera no dramàtica ni traumàtica el problema de la Sida. També foren premiats un llargmetratge i un documental cubans.
En la XVIII edició (18 a 28 d'octubre de 2018) el jurat va estar format per Viridiana Morandini, Ignasi Valentí, Marta Armengou, Jordi Oter i Judit Vives i va atorgar el premi a la pel·lícula índia Aabar Jadi Iccha Karo, basada en una història real.
El 2019 el FICGLB va participar en una jornada com a festival convidat a la XXV Mostra de Cinema Llatinoamericà de Catalunya. S'hi van projectar els curtmetratges Boutade de Dany Ruz i Lo que no se ve de Lamberto Guerra, el llargmetratge Román de Majo Staffolani i el documental Cárceles bolleras de Cecilia Montagut.
El 2020 el FICGLB va programar la secció "Cinema i diversitat" al Festival de Cinema de Girona, on hi va exhibir els curts Estimada señora directora, de Michèle Massé, Hands and wings de Sungbin Byun, Amor al contado d'Iñigo Izquierdo, Acuitzeramo de Miguel Angel Caballero, Tu día de suerte de Fele Martínez, The Lonely Prince de Shivin i Sohail Grover, i Uncoloured Girl de Charlie García Villalba, entre d'altres.

## Palmarès
| Edició     | Millor pel·lícula (públic)           | Millor curtmetratge (públic)               | Millor pel·lícula (jurat)                  | Millor curtmetratge (jurat)              | Premi Stonewall               |
| ---------- | ------------------------------------ | ------------------------------------------ | ------------------------------------------ | ---------------------------------------- | ----------------------------- |
| I (2001)   | -                                    | Chicken de Barry Dignam                    | -                                          | -                                        | -                             |
| II (2002)  | A Family Affair de Helen Lesnick     | 4 P.M. de Samantha Bakhurst i Lea Morement | L.I.E. de Michael Cuesta                   | Lunata sas sinite otxi de Pentxo Kuntxev | Celebration de Daniel Stedman |
| III (2003) | Under One Roof de Todd Wilson        | Paradisco de Stéphane Ly-Cuong             | Thani Thatuwen Piyabanna d'Asoka Handagama | Apenbaringen de Jan Otto Wiig            | -                             |
| IV (2004)  |                                      |                                            |                                            |                                          |                               |
| V (2005)   |                                      | Offerte speciali de Gianni Gatti           |                                            | Getting to Know You de Liz Lachman       |                               |
| VI (2006)  | Loving Annabelle de Katherine Brooks | Sissy Frenchfry de JC Oliva                | Solange Du hier bist de Stefan Westerwelle |                                          |                               |

| Edició       | Millor pel·lícula (audiència)                             | Millor curtmetratge (audiència)               | Millor documental (audiència)                                          | Premi Diversitat                                | Premi Curt-LGTIB                                            | Premi Doc-LGTIB                                                         |
| ------------ | --------------------------------------------------------- | --------------------------------------------- | ---------------------------------------------------------------------- | ----------------------------------------------- | ----------------------------------------------------------- | ----------------------------------------------------------------------- |
| VII (2007)   | Spinnin' d'Eusebio Pastrana                               | We belong' de Joe Wilson i Dean Hamer         | My mums used to be men de Julie Beanland                               | Puccini for Beginners de Maria Maggenti         | Mateusz de Wojciech Szarski                                 | Red without blue de Brooke Sebold, Benita Sills, Todd Sills             |
| VIII (2008)  |                                                           | Brotherly de J.C Oliva                        |                                                                        |                                                 |                                                             | Fairytale of Kathmandu de Neasa Ní Chianáin                             |
| IX (2009)    | Shank de Christian Martin, Darren Flaxstone, Simon Pearce | Happy day in Barcelona de Johann Pérez Viera  | Edie & Thea: A Very Long Engagement de Susan Muska i Gréta Ólafsdóttir | Drool de Nancy Kissam                           | James de Connor Clemments                                   | Gender Me de Nefise Özkal Lorentzen                                     |
| X (2010)     | Fit de Rikki Beadle-Blair                                 | Hens and Chicks de Becky Lane                 | Guerriller@s de Montse Pujantell Pujol                                 | Tierra Madre de Dylan Verrechia                 | The Armoire de Jamie Travis                                 | Rock Hudson: Dark and Handsome Stranger d'Andrew Davies i André Schäfer |
| XI (2011)    | Going Down in LA-LA Land de Casper Andreas                | Eu Não Quero Voltar Sozinho de Daniel Ribeiro | Tales of the Waria de Kathy Huang                                      |                                                 | The Strange Ones de Christopher Radcliff i Lauren Wolkstein | Le Ciel en bataille de Rachid B.                                        |
| XII (2012)   | Cloudburst de Thom Fitzgerald /                           | Shabbat Dinner de Michael Morgenstern         |                                                                        | Margarita de Dominique Cardona i Laurie Colbert | Down Here de Diogo Costa Amarante                           | Looking for Gay Bollywood de Nasha Gagnebin                             |
| XIII (2013)  | Del lado del verano d'Antonia San Juan                    | Spooners de Bryan Horch                       |                                                                        | Niet op meisjes de Dan Bool                     | Route of Acceptance de Heather Tobin                        |                                                                         |
| XIV (2014)   | Una familia gay de Maximiliano Pelosi                     | Mamis de Virginia Fuentes                     | Age of Consent de Charles Lum i Todd Verow                             | Blackbird de Patrick-Ian Polk                   | End of Season Sale d'Eli Glazer                             |                                                                         |
| XV (2015)    | Cuatro lunas de Sergio Tovar Velarde                      |                                               |                                                                        | What We Have de Maxime Desmons                  | Carina de Sandra Reynoso                                    | Una historia de familia de Pablo Rogero                                 |
| XVI (2016)   | Wo Willst Du Hin, Habibi? de Tor Iben                     |                                               |                                                                        | Other People de Chris Kelly                     | Oh-Be-Joyful de Susan Jacobson                              | Amor a paso gigante de Maria Audras                                     |
| XVII (2017)  | Santa y Andrés de Carlos Lechuga                          | Lily de Graham Cantwell                       | Villa Rosa de Lázaro J. González                                       | After Louie de Vincent Gagliostro               | Piscina de Carlos Ruano                                     |                                                                         |
| XVIII (2018) | Montana de Limor Shmila                                   | Lo que no se ve de Lamberto Guerra            | Iago Pericot. La conquesta de la innocència d'Albert Folk              | Abar Jodi Ichchha Karo de Debalina Majumder     | Flamenca d'Álvaro Moriano                                   |                                                                         |